# Синдзё (город)
Синдзё (яп. 新庄市 Синдзё:-си) — город в Японии, находящийся в префектуре Ямагата. Площадь города составляет 223,08 км², население — 37 221 человек (1 августа 2014), плотность населения — 166,85 чел./км².

## Географическое положение
Город расположен на острове Хонсю в префектуре Ямагата региона Тохоку. С ним граничат город Юдзава, посёлки Канеяма, Мамурогава, Фунагата, Могами и сёла Сакегава, Тодзава, Окура.

## Население
Население города составляет 37 221 человек (1 августа 2014), а плотность — 166,85 чел./км². Изменение численности населения с 1980 по 2005 годы:
| 1980 | 42 911 чел. |  |
| 1985 | 43 033 чел. |  |
| 1990 | 43 125 чел. |  |
| 1995 | 42 896 чел. |  |
| 2000 | 42 151 чел. |  |
| 2005 | 40 717 чел. |  |

## Символика
Деревом города считается пихта твёрдая, цветком — гортензия.